# Catarman (Camiguin)
Catarman é um município de  quinta classe de renda municipal (d) na província Camiguin, nas Filipinas. De acordo com o censo de 1 de maio  de  2020 possui uma população de 17 569 pessoas e 4 493 domicílios.